# Шипков, Игорь Вадимович
Игорь Вадимович Шипков (род. 21 марта 1985) — петербургский музыкант, певец, композитор, гармонист. Лауреат международного фестиваля «Балтика. Гармоника-98», фольклорного конкурса «Красная Горка», дипломант двух всероссийских фестивалей «Играй, гармонь!» (Иваново), гармонист золотой десятки Геннадия Заволокина (1999; дважды выступал в его передачах (недоступная ссылка с 27-04-2017 [2881 день])), лауреат фестиваля православной и патриотической песни им. Александра Невского (Санкт-Петербург, 2005), международного конкурса «Петропавловские ассамблеи», на котором занял 3-е место за исполнение музыки Баха и Моцарта на гармони.. Выпускник Санкт-Петербургской Академии культуры им. Крупской (2005). Солист дуэта "Душа России" (создатель и участник дуэта Елена Атюрьевская).  В Петербурге усилиями Игоря Шипкова был создан музыкальный центр «Играй, невская гармонь!», а на радиоканале «Петербург» он стал ведущим передачи «Завалинка».

## Репертуар
В репертуаре более 60 произведений: Россия, Ягода-Смородина, Зимняя песня, Не хватает тебя, Истина,Ты лети, мой конь, Летящий Ангелом солдат, Улыбайся, милая, солнышку,Я буду жить,  Тихая моя родина, Мама, От печки, Я — деревня,Смуглянка, Соловушка, Радуга, Служить России, Русский парень, Галина, Никто тебя не любит так как я, Одинокая ветка сирени, Распустилась черемуха, Семеновна, 40 лет — бабий век, Играй гармонь, Крушина, Оренбургский платок, Гляжу в озера синие, Сельский парень, Заиграет гармошка, Любите гармонь, Коробейники, Эх деревня, Облепиха, Веревочка, Влюблённые трамваи (Белые-белые, красные, наши пути с тобой разные…) Поставьте памятник деревне, Шарманка и др. песни, а также наигрыши, участие в конкурсах частушечников, исполнение с залом попурри народных песен.

## О нём
Отзывы из газет:

Виртуозный гармонист, певец, замечательный шоумен, — он с первых аккордов покорил публику…Его пальцы порхали по кнопочкам гармони, извлекая то задушевные, то искрометные плясовые мелодии, как русские народные, так и современные (Белгород).

… когда на сцену вышел высокий и статный, светлоликий Игорь Шипков, развернув меха своей гармони, и запел такую близкую сердцу песню Г.Заволокина «Я-деревне, я-село», а затем проникновенно исполнил песни на стихи Рубцова «В этой деревне» и «Тихая моя родина», лица зрителей просветлели. Гармонист вошёл в раж — приплясывал, стал петь частушки и припевки, и тут уже равнодушных в зале не осталось. Аплодисменты, крики «браво!». На ура восприняли его песню «Сельский парень». А в ответ на слова "выходи на пляску, кто в лаптях да валенках, у кого в душе радости огонь!"многие зрители вышли в проход и пустились в пляс. Когда же он исполнял попурри из народных и популярных песен подпевать начал весь зал. В едином потоке полилась русская песня (Великий Новгород).

## Награды
- Член-корреспондент Академии русской словесности и изящных искусств им. Г. Державина[6].
- Золотая медаль «Г. Державин» за пропаганду в своём творчестве русского фольклора (от имени Академии русской словесности и изящных искусств им. Г. Державина).
- Медаль «60 лет полного снятия блокады Ленинграда» — «За пропаганду подвига жителей Ленинграда в годы Великой Отечественной войны».
- Лауреат международного фестиваля "Балтика. Гармоника-98″.
- Лауреат I степени международного молодёжного конкурса песни и танца народов мира и России (Санкт-Петербург, 2004).
- Лауреат международного конкурса «Петропавловские ассамблеи» (Санкт-Петербург, 2005).